# Tucker Frederickson
Ivan Charles „Tucker“ Frederickson (* 12. Januar 1943 in Hollywood, Florida) ist ein ehemaliger US-amerikanischer American-Football-Spieler auf der Position des Runningbacks. Er spielte sechs Saisons für die New York Giants in der National Football League (NFL).

## Frühe Jahre
Frederickson ging auf die South Broward High School in der Nähe seiner Geburtsstadt Hollywood, Florida. Später ging er auf die Auburn University in Alabama. Hier spielte er nicht nur auf der Position des Runningbacks, sondern auch als Safety. 1964 wurde er auf der Safetyposition ins All-American-Team gewählt.

## NFL
Im NFL-Draft 1965 wurde Frederickson in der ersten Runden an erster Stelle von den New York Giants ausgewählt. Hier wurde er ausschließlich als Runningback eingesetzt. Bereits in seinem ersten Jahr wurde er in den Pro Bowl gewählt. Er blieb den Giants bis zur Saison 1971 treu, musste dann jedoch auf Grund von Knieproblemen, mit denen er schon seit 1966 zu kämpfen hatte das Footballspielen aufgeben. In seiner Karriere erreichte er mit den Giants nie die Play-offs.

## Nach der Karriere
Im Jahr 1994 wurde Frederickson in die College Football Hall of Fame aufgenommen.

## Privates
Fredericksons erste Frau starb 1986 an einen Hirntumor. Seit 1989 ist er erneut verheiratet.